# Emblyna
Emblyna är ett släkte av spindlar som beskrevs av Chamberlin 1948. Emblyna ingår i familjen kardarspindlar.

## Dottertaxa tillEmblyna, i alfabetisk ordning[1][2]
- Emblyna acoreensis
- Emblyna aiko
- Emblyna altamira
- Emblyna angulata
- Emblyna annulipes
- Emblyna ardea
- Emblyna artemisia
- Emblyna borealis
- Emblyna branchi
- Emblyna brevidens
- Emblyna budarini
- Emblyna burjatica
- Emblyna callida
- Emblyna capens
- Emblyna chitina
- Emblyna completa
- Emblyna completoides
- Emblyna consulta
- Emblyna cornupeta
- Emblyna coweta
- Emblyna crocana
- Emblyna cruciata
- Emblyna decaprini
- Emblyna evicta
- Emblyna florens
- Emblyna formicaria
- Emblyna francisca
- Emblyna hentzi
- Emblyna horta
- Emblyna hoya
- Emblyna iviei
- Emblyna joaquina
- Emblyna jonesae
- Emblyna kaszabi
- Emblyna klamatha
- Emblyna lina
- Emblyna linda
- Emblyna littoricolens
- Emblyna manitoba
- Emblyna mariae
- Emblyna marissa
- Emblyna maxima
- Emblyna melva
- Emblyna mitis
- Emblyna mongolica
- Emblyna nanda
- Emblyna oasa
- Emblyna olympiana
- Emblyna orbiculata
- Emblyna oregona
- Emblyna osceola
- Emblyna oxtotilpanensis
- Emblyna palomara
- Emblyna peragrata
- Emblyna phylax
- Emblyna pinalia
- Emblyna piratica
- Emblyna reticulata
- Emblyna roscida
- Emblyna saylori
- Emblyna scotta
- Emblyna seminola
- Emblyna serena
- Emblyna shasta
- Emblyna shoshonea
- Emblyna stulta
- Emblyna sublata
- Emblyna sublatoides
- Emblyna suprenans
- Emblyna suwanea
- Emblyna teideensis
- Emblyna uintana
- Emblyna wangi
- Emblyna zaba